# Beaupréau
Beaupréau är en kommun i departementet Maine-et-Loire i regionen Pays de la Loire i nordvästra Frankrike. Kommunen ligger i kantonen Beaupréau som tillhör arrondissementet Cholet. År 2018 hade Beaupréau 7 449 invånare.

## Befolkningsutveckling
Antalet invånare i kommunen Beaupréau
| Referens: INSEE |